# Rosa pisiformis
Rosa pisiformis är en rosväxtart som först beskrevs av Christ, och fick sitt nu gällande namn av D. Sosn.. Rosa pisiformis ingår i släktet rosor, och familjen rosväxter. Inga underarter finns listade i Catalogue of Life.